# Batalha de Tricamaro
A Batalha de Tricamaro (em latim: Tricamarum) ocorreu a 15 de dezembro de 533 na África na localidade do mesmo nome localizada a 27 quilômetros a oeste de Cartago. Nela enfrentaram-se as tropas do Império Romano do Oriente, sob o comando do general Belisário, e as tropas do Reino Vândalo da África sob o comando do seu rei Gelimero.
A batalha terminou com o triunfo das tropas do general Belisário, muito inferiores em número à dos Vândalos, onde teve particular importância o trabalho desempenhado pelos generais de ambos os bandos, pois neste caso Gelimero mostrou a sua covardia ao fugir frente da presença das tropas inimigas, o que o levou para o desastre. Finalmente a derrota de Gelimero e as suas tropas significou o fim do Reino Vândalo e a anexação de todo o norte da África ao Império Bizantino do imperador Justiniano I.

## Antecedentes

Reino Vândalo de África em 526

Justiniano I, chamado "o Grande", ascendeu ao trono do Império Bizantino o ano de 527 à morte do seu tio Justino I que o nomeara sucessor. Era de origem bárbara e camponesa, mas considerava-se herdeiro dos césares e líder da Igreja. Seu reinado teve duas diretrizes principais: restaurar o Império Romano do Ocidente e suprimir a heresia ariana.
Para materializar a primeira ideia, restaurar o império, rodeou-se de dois homens-chave na sua consecução: Belisário, ao que pôs no comando do exército do leste, e Narses.
Eles foram responsáveis por sufocar uma rebelião contra o imperador, a revolta de Nica, na que faleceram 35 000 rebeldes. Belisário, antes de Nica, derrotara os persas sassânidas, e depois foi posto no comando do exército que marcharia para Cartago para repor no trono a Hilderico, o Vândalo, que fora destronado por Gelimero, bisneto de Genserico.
Os historiadores estimam que o exército posto às ordens de Belisário era insuficiente, com apenas 10 000 soldados de infantaria e 5 000 cavaleiros, quase todos bárbaros e mercenários. O exército imperial sofrera um descenso notável. Estava composto por três categorias de tropas: os soldados regulares, os mercenários e os terceiros eram soldados pertencentes aos magnatas bizantinos que deviam facilitá-los ao império.
Belisário decidiu empregar a Sicília como base para a expedição. A 22 de junho de 533, zarpou de Constantinopla uma frota de 500 naves transporte escoltadas por 92 dromones. No Peloponeso, tiveram uma longa demora na espera de boas condições do mar para continuarem a travessia para Catânia, na Sicília. Ali, Belisário ficou a saber que o rei vândalo ainda não se dera conta do avanço da expedição e que enviara os seus melhores soldados, sob o comando do seu irmão Tzazão, para sufocar uma rebelião  na Sardenha. Ao saber isto, Belisário embarcou o seu exército e zarpou para a costa africana. Fez escala em Malta e Gozo e ao cabo de aproximadamente três meses da sua saída de Constantinopla arribou a Ras Kapudia, situada a 130 milhas ao sul de Cartago.
Quando desembarcou, Belisário difundiu uma proclama de que ele não vinha lutar contra o povo, mas contra os soldados de Gelimero. Iniciou a sua marcha para Cartago, precedido por uma avançada de 300 cavaleiros no comando de João, o Armênio, 600 hunos cobriam o seu flanco esquerdo e a frota inteira custodiava o seu lado direito.

## Ad Decimum
A  13 de setembro, a avançada chegou ao desfiladeiro do Décimo, décimo marco antes da cidade de Cartago. Pela sua vez, Gelimero, ao ficar a saber a chegada dos bizantinos enviara a buscar Tzazão com a sua força e quando soube o pouco numeroso que era o exército inimigo instruiu o seu irmão Amato, que estava no comando de Cartago, que se preparara para atacar Belisário.
Gelimero planejou atacar Belisário em forma combinada de três setores quando este entrou para o desfiladeiro do Décimo. Esta operação fracassou porque requeria uma coordenação muito difícil de  conseguir. Amato saiu de Cartago a  13 de setembro e atacou antes das outras duas forças, foi ferido mortalmente, após o qual as suas tropas fugiram. Gibamundo, no comando de outra seção, foi derrotado pelos hunos da ala esquerda de Belisário e Gelimero derrotou o corpo principal de Belisário; mas quando chegou ao campo onde morrera o seu irmão Amato  e viu o cadáver do seu irmão, em lugar de perseguir os derrotados, deteve a persecução para honrar com uma cerimônia fúnebre o corpo do seu irmão. Entretanto, cerca do anoitecer, Belisário reuniu as suas tropas e contra-atacou os vândalos, dispersando-os. A 15 de setembro de 533, Belisário e o seu exército entraram em Cartago que fora abandonado pelos defensores. Gelimero retirara-se para um lugar situado 150 quilômetros a oeste de Cartago, chamado Bula Régia, onde reuniu as suas tropas.

## A batalha
Em Bula Régia, Gelimero recebeu o reforço das tropas do seu irmão Tzazão, procedente da Sardenha, com o que formou um exército umas dez vezes maior do que o de Belisário, segundo o historiador Procópio de Cesareia. Negociou com os hunos para passarem a seu lado, mas não obteve sucesso, e logo avançou em relação a Cartago. No seu avanço destruiu o aqueduto que subministrava a água à cidade. Deteve-se na localidade de Tricamaro situada a 27 quilômetros de Cartago.
Belisário soube das conversações dos hunos com o inimigo, mas conseguiu neutralizá-los com outras ofertas. O importante deste incidente foi demonstrar os perigos a que se expunham os generais que incorporavam mercenários nos seus exércitos. Esta situação, unida ao fato de não estar seguro da lealdade dos mercenários, o fez decidir atacar os vândalos de imediato, consciente da sua imensa inferioridade numérica.
Belisário enviou de avançada a João, o Armênio, com 500 cavaleiros e ele com outros 500 cavaleiros e a infantaria partiu ao dia seguinte para Tricamaro.
Gelimero e Tzazão encontraram-se com a cavalaria bizantina, a que os atacou duas vezes, sendo as duas vezes rejeitada por estes; mas numa terceira carga, João empregou também os seus arqueiros, com o que conseguiu fazer fugir a cavalaria vândala. Estes encontros duraram apenas uma hora. Ao entardecer desse 15 de dezembro, a infantaria de Belisário arribou ao campo de batalha e a mandou avançar sobre o acampamento vândalo. Gelimero, ao ver o exército bizantino, montou no seu cavalo e fugiu do acampamento; este ato de covardia provocou o desconcerto e depois o pânico entre os seus soldados, os quais fugiram em todas direções. Assim se definiu esta batalha.
Quando os soldados de Belisário entraram ao acampamento vândalo encontraram que este estava cheio de riquezas; desobedecendo aos seus chefes, dedicaram-se ao saque sem respeitarem nem ao mesmo Belisário. Somente ao dia seguinte, restabelecida a ordem, João, o Armênio, com a sua cavalaria, pôde empreender a persecução dos inimigos.

## Consequências
Gelimero compreendeu que perdera o seu reino. Tentou escapar para a Hispânia, mas os bizantinos ficaram a saber dos seus projetos e interceptaram-no, forçando-o a abandonar os seus pertences e a refugiar-se nas montanhas da Tunísia, com os Berberes. No ano seguinte, foi encontrado e rodeado pelas forças de Faras o Heruliano. A princípio recusou render-se, mas após um Inverno particularmente árduo, rendeu-se a Belisário. O Reino Vândalo de África terminou e as suas províncias em Sardenha, Córsega e as ilhas Baleares caíram sob domínio de Justiniano.
A conquista da África proporcionou a Justiniano uma excelente base de operações para agir contra os ostrogodos na província da Itália e em 534, o assassinato de Amalasunta por Teodato, lhe daria o pretexto para iniciar uma nova guerra contra as províncias da Dalmácia e da Sicília.